# 纳尔塔潟湖
纳尔塔潟湖是阿尔巴尼亚的潟湖，位于该国南部亚得里亚海奥特朗托海峡东岸，面积41.8km²，最大深度1.5米。

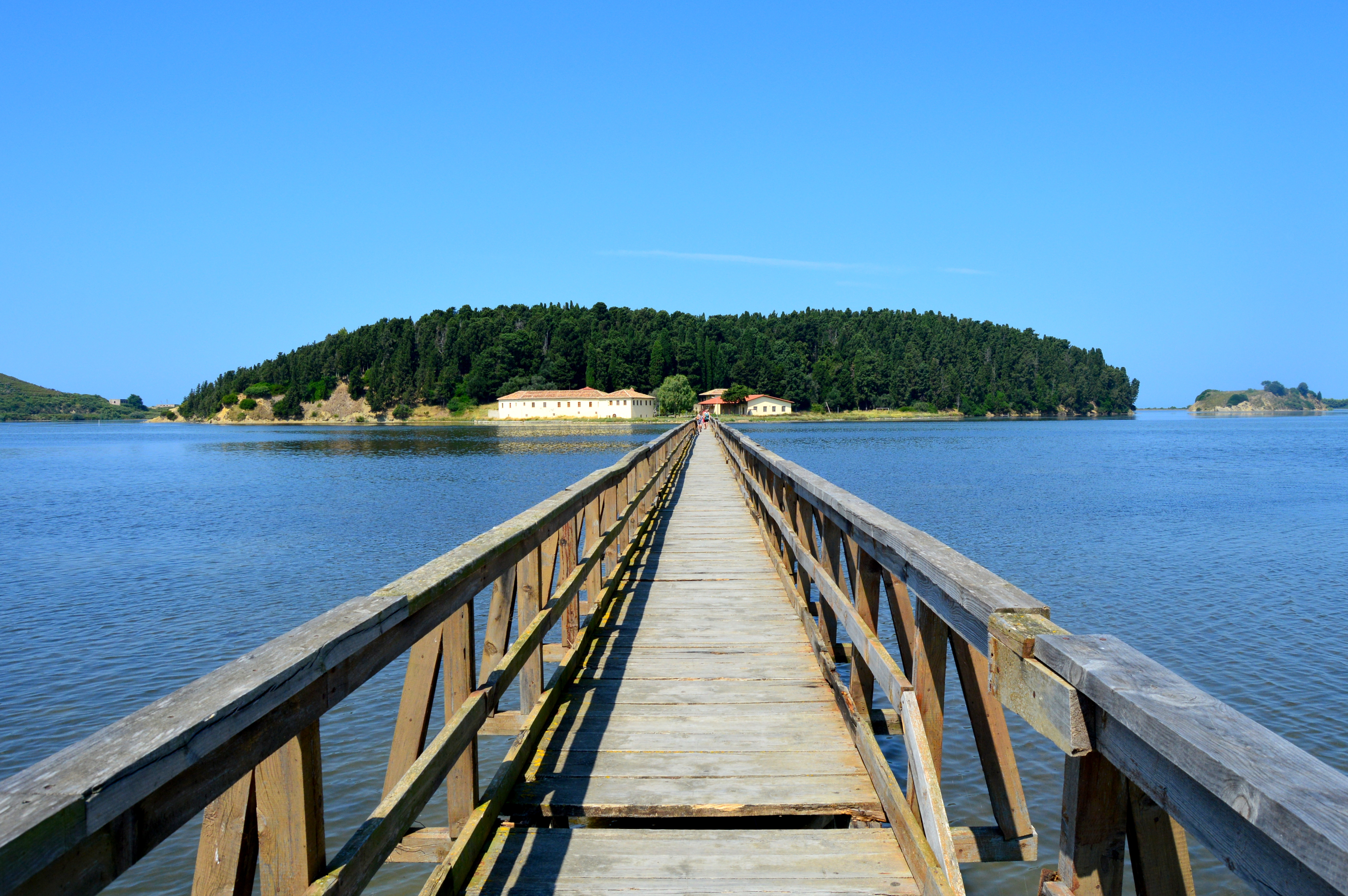
远处的岛屿为兹维尔讷奇岛，纳尔塔潟湖上的岛屿